# Договір між Союзом РСР і Німеччиною про радянсько-німецький кордон (1941)
Договір між Союзом РСР і Німеччиною про радянсько-німецький кордон від річки Ігорка до Балтійського моря (рос. Договор между Союзом ССР и Германией о советско-германской границе от реки Игорка до Балтийского моря, нім. Vertrag zwischen der UdSSR und Deutschland an der sowjetisch-deutschen Grenze von Igorka Fluss bis zur Ostsee) — угода щодо передачі частини території Литви  Німеччиною Радянському Союзові. 

Складалася із опублікованого тексту власне Договору й таємного Протоколу, що передбачав порядок розрахунків між Німеччиною й СРСР за отримувану СРСР територію.

## Передумови
Договору передувала довга історія відносин Росії,— як імперської, так і комуністичної,— з народами Прибалтики, що входили до складу різних країн.
На етапі цих стосунків, що безпосередньо передував підписанню Договору, СРСР у 1939—1940 роках анексував прибалтійські держави (за винятком Фінляндії, що чинила збройний спротив) .
Згода Німеччини на анексію прибалтійських країн була передбачена Таємним протоколом до Угоди про ненапад між Німеччиною та Радянським Союзом (ст.1). Одначе Литва, згідно протоколу, входила до «сфери інтересів Німеччини».
При підписанні Договору про дружбу та кордон між СРСР та Німеччиною 28 вересня 1939 року, з ініціативи СРСР був підписаний спеціальний Таємний протокол , яким пункт 1 Таємного додаткового протоколу від 23 серпня 1939 року мав бути «виправлений», «відбиваючи той факт, що територія Литовської держави відійшла до сфери впливу СРСР». Передбачалося також, що «Уряд СРСР вживе спеціальних заходів на Литовській території для захисту своїх інтересів».
У такий спосіб СРСР та Німеччина створили сприятливі умови для реалізації радянської анексії. Тоді ж було узгоджено, що невелика частина території Литви все ж відходить до Німеччини. Але вже в липні 1940 року, коли Литва ще зберігала державний суверенітет, Вячеслав Молотов  звернувся до уряду Німеччини із пропозицією передати цю частину території на південному заході Литві . Йшлося про Вилкавишкіський повіт та частини Маріямпольського, Сейненського та Алітуського повітів із населенням 184.108 осіб . 7 серпня посол Німеччини Ф. фон дер Шуленбург, дав відповідь на це прохання, що уряд Німеччини вимагає компенсації за цю територію .
12 серпня В. Молотов передав Ф. фон дер Шуленбургу пам'ятну записку, де обгрунтовувалась неможливість територіальної компенсації  і пропонувалося «сплатити протягом двох років 3 млн. 860 тис. золотих доларів, тобто половинну частину тієї суми, котра була свого часу сплачена Сполученими Штатами царському уряду Росії за півострів Аляска», золотом або ж товарами на розсуд Німецького уряду .
На пропозицію уряду СРСР про компенсацію у вигляді виплати певної суми Й. фон Ріббентроп відповів 2 вересня, що вона є «неприйнятною», а остаточне рішення німецького уряду буде повідомлене після вивчення питання і його розмови з А. Гітлером .
У розмові із А. Гітлером під час візиту до Берліна у листопаді 1940 року В. Молотов за вказівкою Й. Сталіна підняв це питання, оскільки до того часу керівництво Німеччини не відповіло на пропозицію СРСР .
Після цього усі перемовини щодо Договору з боку СРСР вів особисто В. Молотов. У період від листопада до підписання Угоди він чинив тиск на представників Німеччини, пов'язуючи підписання Договору із підписанням Господарвської угоди, у  якій німецька сторонна була дуже зацікавлена.
29 грудня німецька сторона погодилася на грошову компенсацію за територію у розмірі 13 млн. доларів  і надіслало до Москви проект угоди про кордон, що його В. фон дер Шуленбург вручив В. Молотову 2 січня 1941 року . 6 січня сторонами була погоджена сума грошової компенсації у 7,5 млн. золотих доларів, що відповідало 31,5 млн. марок. 9 січня уряд Німеччини прийняв пропозицію уряду СРСР про порядок компенсації за «шматочок» Литви. Німецький уряд погодився отримати одну восьму частину суми поставками кольорових металів протягом трьох місяців, а решту — сім восьмих суми — золотом, шляхом відрахування від платежів Німеччини до 11 лютого згідно господарської угоди 1941 року.

## Підписання угоди
Оборудка з продажу Німеччиною частини литовських земель від осені 1939 року готувалася й здійснювалася без участі уряду Литви.
Підписання угоди відбулося 10 січня 1941 року у Москві Членом Політбюро ЦК ВКП(б), Головою Ради народних комісарів, Народним комісаром закордонних справ СРСР Вячеславом Молотовим та послом Німеччини в СРСР Фрідріхом фон дер Шуленбургом.

## Зміст угоди
Текст Угоди був опублікований 11 січня 1941 року у газеті «Известия» і 1998 року включений до офіційного видання «Документы внешней политики» .
Текст Таємного протоколу вперше був оприлюднений у збірці документів «Націонал-соціалістична Німеччина і Радянський союз» Державного департаменту США . Російською мовою вперше опублікований 1983 року у США . У офіційному виданні МЗС РФ його зміст наведений у листі-додатку до Угоди про взаємні товарні поставки між СРСР і Німеччиною від 10 січня 1941 року, де міститься посилання на Таємний протокол, вже на той момент підписаний .

### Власне договір
У преамбулі підписання Договору пов'язувалося із «прийняттям Литовської РСР до складу» СРСР.

Складався із 4-х статей. 
- У першій статті подавався опис лінії кордону із посиланням: на «рішення конференції послів від 15 березня 1923 року» про кордон між Польщею і Литвою; на Договір між Литовською республікою і Німеччиною від 29 січня 1928 року; на Договір між Литвою і Німеччиною від 22 березня 1939 року.
- Щодо прикордонно-правових відносин статтею 2 передбачалося застосування постанов «радянсько-німецького прикордонного Договору від 31 серпня 1940 року».
- Стаття 3 передбачала розгляд правового режиму прикордонних вод на майбутніх переговорах.
- Стаття 4 передбачала ратифікацію Договору у якомога коротший термін із обміном ратифікаційними грамотами у Берліні. Договір набував чинності з моменту підписання.

### Таємний протокол
Таємний протокол до договору мав три статті і передбачав :
- Відмову уряду Німецької Імперії від смуги литовської території, що за Таємним Додатковим Протоколом від 28 вересня 1939 року була позначена на доданій до протоколу карті як така, що належить до сфери інтересів Німеччини.
- Компенсацію Урядом СРСР Уряду Німецької Імперії цієї території виплатою Німеччині 7.500.000 золотих доларів, яким відповідали 31.500.000 марок. Передбачався такий порядок компенсації: одна восьма суми (3.937.500 марок) виплачувалася поставками кольорових металів протягом трьох місяців від моменту підписання Протоколу; сім восьмих суми (27.562.500 марок) — золотом, шляхом відрахування із відповідних платежів золотом Німеччиною, що мали бути здійсненими до 11 лютого 1941 року відповідно до Угоди про взаємні поставки від 10 січня 1941 року.
- Протокол укладався у двох оригіналах, німецькою й російською мовою кожен, і набував сили негайно після підписання.

## Виконання та оцінки угоди
Демаркація ділянки кордону на місцевості йшла важко й супроводжувалася тривалими дискусіями, які викликали роздратування обох сторін. Демаркація була завершена 24 травня 1941 року. До того часу СРСР повністю розрахувався за придбану територію золотом та кольоровими металами.